# Tetracera oblongata
Tetracera oblongata är en tvåhjärtbladig växtart som beskrevs av Dc. Tetracera oblongata ingår i släktet Tetracera och familjen Dilleniaceae. Inga underarter finns listade i Catalogue of Life.